# Astures
Les Astures sont un peuple indo-européen de l'Hispanie antique, partiellement celtisé par la suite (celtibérisation). Ils comptaient plusieurs tribus du nord-ouest de la péninsule ibérique, dont le territoire comprenait approximativement la communauté autonome des Asturies, la province de León à l'ouest de la rivière Esla, la province de Zamora à l'ouest de l'Esla et au nord du Durius, la zone orientale de Lugo et Orense ainsi qu'une partie du district portugais de Bragance. Il n'existe aucun témoignage épigraphique de la ou des langues parlées localement : seule la présence de toponymes et anthroponymes peut informer sur la nature des idiomes antiques ; la moitié d'entre eux peuvent être expliqués par le celtique,.

## Étymologie
L'historiographe espagnol Gil González de Ávila rapporte une légende selon laquelle l'un des écuyers du dieu grec Memnon, fils d'Éos (l'« aurore ») et de Tithon, se serait appelé Astyr ou Astur et aurait donné son nom à Asturica Augusta, la cité romaine qui précéda la ville d'Astorga en Castille, et aussi au peuple des Astures. Du point de vue linguistique, le nom a été relié soit aux racines indo-européennes *as ou *es et *stur avec le sens de « peuple des rivières »,, soit aux racines peut-être pré-celtiques, voire pré-indo-européennes Ástura (Esla?), d'où Asturĭca → Astorga, Asturies, avec un élément Ast- qu'on peut comparer avec le nom de la rivière Asta, avec l'Astuera et avec le basque asta « rocher, falaise », suivi de ur(a) « eau ».

## Localisation
Les Astures furent les premiers occupants indo-européens du nord-ouest de l'Hispanie. 
Situés entre les Callaeci à l'ouest et les Cantabres à l'est, ils occupaient les territoires espagnols actuels des Asturies (dont le nom vient de ce peuple), du nord de la province de León (ex-Royaume de León, de l'ouest de la province de Lugo, de la province d'Ourense, du nord de la province de Zamora, ainsi que l'extrême nord-est du territoire portugais actuels de la région de Trás-os-Montes. 
Ils peuplaient entre autres des castros, à la fois marchés, collines fortifiées et centres religieux, que les Romains nommaient : Lancia (Villasabariego, León), Asturica (Astorga, León), Mons Medullius (Las Medulas, León ?), Bergidum (Cacabelos, près de Villafranca del Bierzo, León), Bedunia (es) (Castro de Cebrones, León), Aliga (Alixa, León), Curunda (Castro de Avelãs, Trás-os-Montes), Lucus Asturum (Lugo de Llanera (es), Asturies), Brigaetium (Benavente, Zamora) et Nemetobriga (Puebla de Trives, Ourense).
Leur territoire constituait approximativement ce que les Romains ont appelé le Conventus Asturum dont le chef-lieu Asturica Augusta est devenue l'actuelle Astorga. Ce territoire était inclus dans la province d’Hispania Citerior (Hispanie citérieure), devenue ensuite Hispania (Citerior) Tarraconensis (Tarraconaise). 

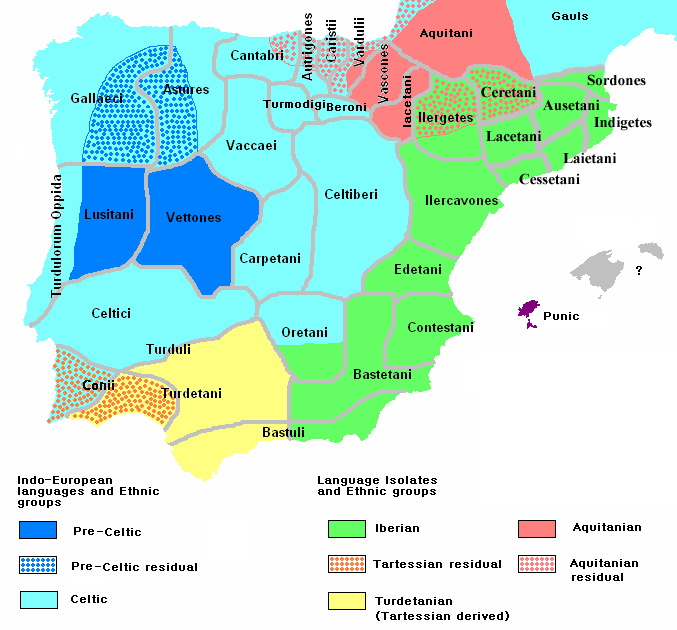
Les peuples de la péninsule ibérique vers 200 av. J.-C.

## Histoire
Les Astures sont entrés dans le registre historique à la fin du IIIe siècle av. J.-C., étant répertoriés parmi les mercenaires de l'armée cartaginoise de Hasdrubal Barca recrutés en péninsule ibérique et présents à la bataille du Métaure en 207 av. J.-C.
La plupart de leurs tribus, comme les Lugones, adoraient le dieu celtique Lug, et les références à d'autres divinités celtiques comme Tarannis ou Bélénos sont encore présentes dans la toponymie des lieux habités par les Astures. Cependant Lucain, lui-même hispanique, distingue les Astures des Celtes « En plus des soldats romains, ils avaient des Astures actifs et des Vettones agiles, et des Celtes, émigrants d'une ancienne tribu de Gaule, qui ajoutèrent leur propre nom à celui des Ibères » (Pharsalia IV, 8-10).
C'étaient des cavaliers habiles, qui élevaient du bétail et vivaient dans des huttes circulaires aux murs en pierre sèche. Leur habitat s'appuyait sur un réseau de castros. Ils furent les mercenaires d'Hannibal pendant la deuxième guerre punique. Les Cantabres et les Astures ont été les derniers peuples hispaniques soumis par les Romains. Leur caractère guerrier fit dire à Strabon qu'ils sont les plus difficiles à vaincre de toute la Lusitanie. Selon l'historien romain Dion Cassius, la tactique des Cantabres et des Astures était la guérilla, évitant les affrontements directs avec les Romains en raison de leur infériorité numérique. Les Astures font finalement leur soumission aux Romains, mais leur mode de vie tribal change très peu. Leur nom fut utilisé pour la fondation du royaume des Asturies.
Dans l'antiquité tardive, après qu'ils se fussent romanisés et convertis au christianisme nicéen, ils se révoltèrent fréquemment contre les rois wisigoths d'Hispanie, chrétiens aussi mais ariens, avant de subir la conquête musulmane, mais avec « l'aide des Astures » et des réfugiés wisigoths du nord de la péninsule ibérique, un noble wisigoth, Pélage, commença la « Reconquête » avec 300 guerriers. 

### Origines

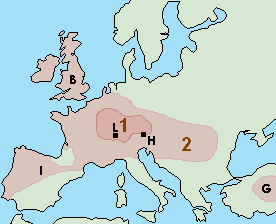
Expansion des peuples celtes :
H : site de Hallstatt
I : péninsule Ibérique
1 - Extension au début de l'Âge du fer
2 - Extension vers le IVe siècle av. J.-C.

Les Astures pourraient faire partie de l'expansion d'un peuple de la Civilisation de Hallstatt venu de Bavière et de Bohême, après avoir traversé la Gaule et les Pyrénées. Au VIe siècle av. J.-C., après avoir assimilé les tribus indigènes, ils occupent des castros de Coaña et Mohías (es), près de Navia, sur les côtes sud-est de la Baie de Biscaye.
Selon les brèves remarques de l'historien Florus, s'inspirant de Tite-Live, et celles d'Orosius, les Astures étaient divisés en deux ensembles, suivant les séparations naturelles du karst montagneux des picos de Europa. Les Transmontani (au-delà des montagnes) étaient installés au nord, dans les actuelles Asturies, entre la mer et les sommets ; les Cismontani (en deçà des montagnes) étaient établis au sud, dans l'actuelle province de León.
Les Transmontani, installés entre la rivière Navia et le massif central des picos de Europa, comprenaient les tribus suivantes :  Cabarci (Cabarques), Iburri (Iburres (ast)), Luggones (Luggones (es)), Paesici (Pésiques (es)), Penios (Pènes (ast)), Selini (Sélines), Vincianos, Viromenicos, Brigaentini (Brigaecines) et  Baedunenses (Béduniens).
Les Cismontani incluaient les tribus : Amacos (Amaques), Lancienses (Lancienses (ast)), Lougei (Louges (ast)), Tiburi (Tibures (es)), Orniacos (Orniaques (ast)), Supertii (Supérates (es)), Gigurri (Gigurres (es)), Zoelae (Zoeles (es)) et Susarri (Susarres (es)). Avant la conquête romaine à la fin Ier siècle av. J.-C., ces tribus étaient réunies dans une fédération dont la capitale était la citadelle de Asturica, à l'emplacement de l'actuelle Astorga. 
Une douzaine de ces tribus sont également citées par Pline l'Ancien (Nat. Hist. 3, 28) ou Ptolémée (Ptol. ll, 6, 37).

## Caractères génétiques
Plusieurs études génétiques sur les populations du nord-ouest de la péninsule ibérique ont été publiées à ce jour. Les deux plus récentes concernent le lignage paternel direct (chromosome Y) dans la région des Asturies et de Miranda do Douro (Miranda de l Douro en langue Mirandesa). Elles mettent en évidence de grandes différences génétiques parmi ces populations, mais aussi quelques similitudes. En particulier, elles font apparaître de fortes ressemblances génétiques parmi les Pasiegos et les Asturiens de l'est, ainsi que parmi les Asturiens du nord (Xixón et Avilés)[réf. nécessaire].
Tandis que l'haplogroupe R1b, trouvé chez les fermiers du néolithique tardif, semble constituer le lien commun entre toutes les populations ibériques du nord-ouest, il existe des différences significatives entre certaines de ces populations : 
- l'Haplogroupe H5 pourrait être autochtone du nord de l'Espagne en particulier des Asturies. L'haplogroupe H5+16192 représente 1,86 % de sa population asturienne et environ 25 % de ceux-ci qui partageraient la mutation en question.
- l'haplogroupe I est fréquent sur la côte ouest de la Galice ;
- l'haplogroupe J est fréquent dans le nord de la Galice ;
- l'haplogroupe E est fréquent dans les Asturies occidentales ;
- l'haplogroupe F3/G est fréquent au nord des Asturies ;
- l'haplogroupe R1a est fréquent dans l'est des Asturies et chez les Pasiegos ;
- l'haplogroupe T est fréquent chez les asturléonais de Miranda de l Douro et constitue le second plus important lignage de l'échantillon ;
- l'haplogroupe Q se rencontre chez tous les échantillons du sud des Asturies.

Sur l'ensemble des échantillons testés, les haplogroupes les plus fréquents, après « R1b », sont « T » et « J » avec une fréquence d'apparition de 10,3 % chacun. Bien que ces haplogroupes sont communément disséminés dans l'ensemble de l'Europe, y compris dans la péninsule ibérique où ils peuvent atteindre 3 % et 9 % respectivement (Adams et al., 2008), ces fréquences de 10,3 % sont considérables dans le contexte européen, notamment pour le « T ».